# Barbus raimbaulti
Barbus raimbaulti és una espècie de peix cipriniforme de la família dels ciprínids.

## Morfologia
Els mascles poden assolir els 6,1 cm de longitud total.

## Distribució geogràfica
Es troba al riu Senegal i al curs superior del riu Níger a Guinea.